# Diana Wallis
Diana Paulette Wallis (Hitchin, 28 giugno 1954) è una politica britannica, anziano membro dei Liberal Democratici e attualmente membro del Partito dello Yorkshire. È stata eurodeputata dal 1999 al 2012 e vicepresidente del Parlamento europeo dal 2007 al 2012.

## Biografia
Dopo aver studiato laureandosi in giurisprudenza al North London Polytechnic, si è laureata con un Bachelor of Arts nel 1975. Ha ottenuto il Master of Arts presso l'Università del Kent, nel 1976. Tra il 1984 e il 1999 ha lavorato come avvocato a Londra e Hull, in una piccola azienda con molti clienti tedeschi, belgi e svizzeri, specializzata in contenziosi transfrontalieri.

## Attività politica
Nel 1995 ha deciso il proprio ingresso in politica, accettando la nomina a membro del Consiglio della contea di Humberside e Eats Riding. Nello stesso anno, ha ricoperto la vicepresidenza dei Liberal Democratici nel Consiglio dell'East Yorkshire (1995-1999).

### Eurodeputata

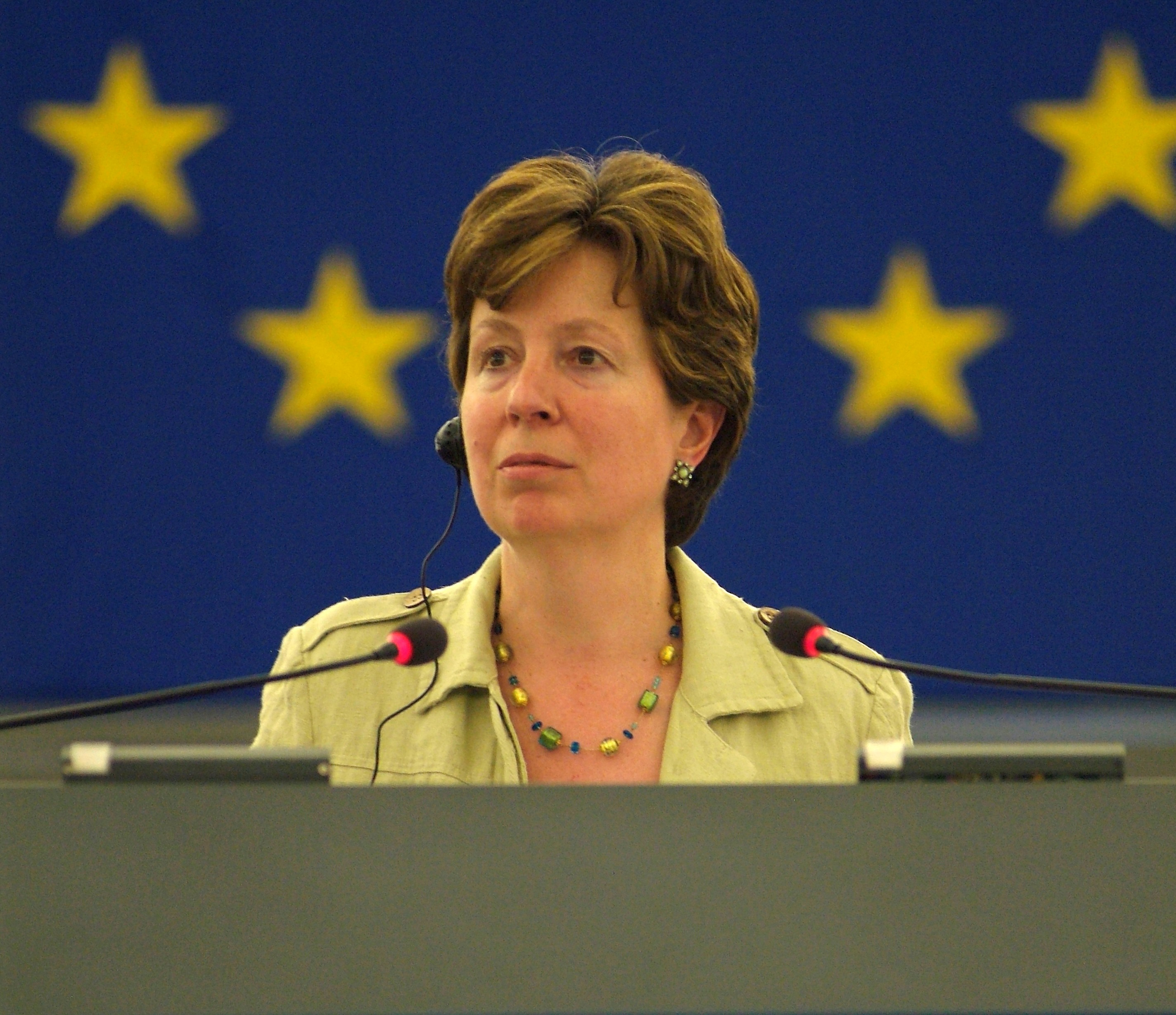
Wallis come vicepresidente del Parlamento europeo mentre presiede una sessione parlamentare

Dal 1999 ha rappresentato i Liberal Democratici al Parlamento europeo, dove è stata vice-presidente tra il 2007 e il 2012. Durante il suo periodo come vice presidente, è stato lanciato il Registro per la trasparenza per i lobbisti (gruppi che rappresentano gli interessi), un codice di condotta per i membri del Parlamento europeo, che continua ad essere in vigore e un unico regolamento di varie disposizioni della procedure esistenti in materia di assicurazione, in modo che se una persona ha subito un incidente in un paese diverso dal proprio stabilito, potrebbe rivendicare nel paese di origine. Questa misura, approvata dalla Corte di giustizia dell'Unione europea, è stato il più grande obbligo extracontrattuale emanato che incide sulla mobilità dei cittadini europei.
Nel 2012 è stata xandidata alla Presidenza del Parlamento europeo. In precedenza era stata la prima vicepresidente della delegazione dell'Unione europea per le relazioni con la Svizzera, l'Islanda e la Norvegia (1999-2004); presidente della delegazione dei liberaldemocratici (2000-2004); coordinatrice in Commissione affari giuridici (dal 2004) e presidente dell'Istituto di traduzione e interpretariato (dal 2001).

#### Dimissioni
Il 19 gennaio 2012, quando è arrivata la fine del suo mandato, Wallis ha annunciato le sue dimissioni, che sono diventate effettive nei giorni successivi, il 31 gennaio 2012. Wallis sarebbe stata succeduta da suo marito Stewart Arnold, che era stato il secondo nella lista dei candidati del partito liberale ad occupare il seggio nelle elezioni tenutesi nel 2009, ma ha rifiutato il posto, dopo essere stato criticato e aver ricevuto diverse denunce accusandolo di nepotismo. Al suo posto entra in carica Rebecca Taylor, che era la terza nella lista.

## Altre attività
Dal 2013 è presidente dell'Istituto europeo di diritto, un'organizzazione senza scopo di lucro, che mira a migliorare la legislazione europea ea rafforzare l'integrazione giuridica europea attraverso la formazione. Il suo obiettivo principale è raggiungere il Parlamento europeo, la comunità giuridica e i cittadini.